# Гангули, Сурья Шехар
Сурья Шехар Гангули (род. 24 февраля 1983, Калькутта) — индийский шахматист, гроссмейстер (2003).
Чемпион Азии (2009).
В составе сборной Индии участник 6-и Олимпиад (2000, 2002, 2004, 2006, 2008, 2010).
Секундант Вишванатана Ананда на Матче за звание чемпиона мира по шахматам 2012, проходившем с 10 по 30 мая 2012 года в Москве.
Победитель турнира Belt and Road Hunan Open (2019) с призовым фондом в 50 000 долларов США.

## Изменения рейтинга
| Графики недоступны из-за технических проблем. См. информацию на Фабрикаторе и на mediawiki.org. |